# موتوئوری نوریناگا
موتوئوری نوریناگا (۲۱ ژوئن ۱۷۳۰–۵ نوامبر ۱۸۰۱) (به ژاپنی: 本居 宣長) زبان‌شناسی تاریخی، پزشک، شاعر، نویسنده، استاد کُوکوگاکو نامدار در دوره ادو در ژاپن بود. موتواوری با تشکیل یک گروه مطالعاتی منزل شخصی خود توانست کتاب کوجیکی یا گزارش رویدادهای کهن را که در آن زمان به علت نثر کهن آن قابل درک نبود، به زبان ژاپنی رایج برگرداند. کوجیکی یکی از دو مجموعه‌ای است که در قرن هفتم میلادی به دستور امپراتور تمو گردآوری شد و در آن باورها و افسانه‌های آفرینش ژاپن و شجره‌نامهٔ امپراتوران و خاندان‌های حاکم این کشور، تدوین یافته‌است. او ۳۵ سال بر سر فهم و ترجمهٔ کتاب کوجیکی وقت گذاشت و توانست براساس آن کتاب، تفسیر پرارزش کوجیکی-دن را در ۴۴ فصل بنویسد.